# عبد الله هادي سبيت
عبد الله هادي سبيت هو شاعر وملحن يمني. ولد في مطلع العشرينيات في مدينة الحوطة عاصمة محافظة لحج. ترعرع وتلقى تعليمه في مدينته، أكمل الإعدادية كأعلى مراحلة دراسية في ذلك الوقت. عمل مدرساً، وعُين في دائرة المعارف. شغل الكثير من المراكز في سلطنة لحج. انتقل إلى شمال اليمن هرباً من سلطات الاستعمار البريطاني بسبب نشاطه السياسي، ومن ثم إلى مصر. شارك في النضال ضد الإستعمار بالشعر والسلاح. بدأت موهبته في صياغة الألحان في الأربعينيات. وهو يعد من أكبر الشعراء في لحج.

## أعماله
- الدموع الضاحكة (ديوان شعر 1953).
- مع الفجر (ديوان شعر 1965).
- الظامئون إلى الحياة (ديوان شعر).
- الفلاح والأرض (ديوان شعر).
- أناشيد الحياة (ديوان شعر 1968).
- رجوع إلى الله (ديوان شعر 1987).

## وصلات خارجية
- عبد الله هادي سُبَيْت